# Fred Gettings
Fred Gettings (1937-janvier 2013) était un écrivain britannique, spécialisé dans les thèmes du spiritisme et de l'occultisme.